# Bouloire
Bouloire és un municipi francès situat al departament del Sarthe i a la regió de País del Loira. L'any 2007 tenia 1.989 habitants.

## Demografia

### Població
El 2007 la població de fet de Bouloire era de 1.989 persones. Hi havia 900 famílies de les quals 316 eren unipersonals (100 homes vivint sols i 216 dones vivint soles), 292 parelles sense fills, 240 parelles amb fills i 52 famílies monoparentals amb fills.
La població ha evolucionat segons el següent gràfic:
Habitants censats

### Habitatges
El 2007 hi havia 1.033 habitatges, 914 eren l'habitatge principal de la família, 55 eren segones residències i 63 estaven desocupats. 901 eren cases i 98 eren apartaments. Dels 914 habitatges principals, 606 estaven ocupats pels seus propietaris, 285 estaven llogats i ocupats pels llogaters i 23 estaven cedits a títol gratuït; 25 tenien una cambra, 84 en tenien dues, 177 en tenien tres, 304 en tenien quatre i 324 en tenien cinc o més. 691 habitatges disposaven pel capbaix d'una plaça de pàrquing. A 423 habitatges hi havia un automòbil i a 320 n'hi havia dos o més.

### Piràmide de població
La piràmide de població per edats i sexe el 2009 era:
| Homes | Edats   | Dones |
| ----- | ------- | ----- |
| 8     | 95 o +  | 4     |
| 4     | 90 a 94 | 4     |
| 12    | 85 a 89 | 20    |
| 20    | 80 a 84 | 40    |
| 64    | 75 a 79 | 68    |
| 72    | 70 a 74 | 100   |
| 72    | 65 a 69 | 72    |
| 48    | 60 a 64 | 40    |
| 20    | 55 a 59 | 36    |
| 48    | 50 a 54 | 56    |
| 68    | 45 a 49 | 44    |
| 68    | 40 a 44 | 56    |
| 52    | 35 a 39 | 80    |
| 76    | 30 a 34 | 48    |
| 60    | 25 a 29 | 68    |
| 36    | 20 a 24 | 20    |
| 48    | 15 a 19 | 68    |
| 48    | 10 a 14 | 72    |
| 56    | 5 a 9   | 60    |
| 52    | 0 a 4   | 32    |

## Economia
El 2007 la població en edat de treballar era de 1.133 persones, 847 eren actives i 286 eren inactives. De les 847 persones actives 759 estaven ocupades (414 homes i 345 dones) i 88 estaven aturades (40 homes i 48 dones). De les 286 persones inactives 107 estaven jubilades, 107 estaven estudiant i 72 estaven classificades com a «altres inactius».

### Ingressos
El 2009 a Bouloire hi havia 929 unitats fiscals que integraven 2.043 persones, la mediana anual d'ingressos fiscals per persona era de 15.911 €.

### Activitats econòmiques
Dels 91 establiments que hi havia el 2007, 2 eren d'empreses extractives, 5 d'empreses alimentàries, 10 d'empreses de fabricació d'altres productes industrials, 17 d'empreses de construcció, 18 d'empreses de comerç i reparació d'automòbils, 5 d'empreses de transport, 5 d'empreses d'hostatgeria i restauració, 7 d'empreses financeres, 2 d'empreses immobiliàries, 8 d'empreses de serveis, 8 d'entitats de l'administració pública i 4 d'empreses classificades com a «altres activitats de serveis».
Dels 34 establiments de servei als particulars que hi havia el 2009, 1 era una oficina d'administració d'Hisenda pública, 1 gendarmeria, 1 oficina de correu, 4 oficines bancàries, 3 tallers de reparació d'automòbils i de material agrícola, 1 autoescola, 1 paleta, 4 guixaires pintors, 4 fusteries, 4 lampisteries, 1 electricista, 4 perruqueries, 3 restaurants i 2 agències immobiliàries.
Dels 12 establiments comercials que hi havia el 2009, 1 era un supermercat, 1 una gran superfície de material de bricolatge, 3 fleques, 3 carnisseries, 1 una botiga d'equipament de la llar, 1 una botiga d'electrodomèstics i 2 floristeries.
L'any 2000 a Bouloire hi havia 31 explotacions agrícoles que ocupaven un total de 1.615 hectàrees.

## Equipaments sanitaris i escolars
El 2009 hi havia 1 farmàcia i 1 ambulància.
El 2009 hi havia 1 escola maternal i 1 escola elemental. Bouloire disposava d'un col·legi d'educació secundària amb 406 alumnes.

## Poblacions més properes
El següent diagrama mostra les poblacions més properes.